# Hill Motor Car Company
Hill Motor Car Company war ein US-amerikanischer Hersteller von Automobilen.

## Unternehmensgeschichte
George S. Hill gründete 1904 das Unternehmen in Haverhill in Massachusetts. Er begann mit der Produktion von Automobilen. Der Markenname lautete Hill. 1908 endete die Produktion. Insgesamt entstanden etwa zehn Fahrzeuge.
1908 übernahm Elmer C. Bassett. Er beschränkte sich auf die Tätigkeit als Reparaturwerkstatt und Autohaus für Buick und Maxwell.

## Fahrzeuge
Die Ottomotoren kamen von der Upton Machine Company. Ein Merkmal war die Luftkühlung. Der Radstand aller Fahrgestelle betrug 229 cm. Die Fahrzeuge waren als offene Tourenwagen mit fünf Sitzen. Bryant stellte die Karosserien her.
1904 gab es den 16/18 HP. Sein Zweizylindermotor war mit 16/18 PS angegeben.
Von 1905 bis 1906 wurde daraus der 20/22 HP. Die Motorleistung war gemäß der Modellbezeichnung erhöht worden.
Von 1907 bis 1908 blieb dieses Modell im Sortiment. Zusätzlich wurde der 35 HP eingeführt. Sein Vierzylindermotor leistete 35 PS.

## Modellübersicht
| Jahr      | Modell   | Zylinder | Leistung (PS) | Radstand (cm) | Aufbau               |
| --------- | -------- | -------- | ------------- | ------------- | -------------------- |
| 1904      | 16/18 HP | 2        | 16/18         | 229           | Tourenwagen 5-sitzig |
| 1905–1906 | 20/22 HP | 2        | 20/22         | 229           | Tourenwagen 5-sitzig |
| 1907–1908 | 20/22 HP | 2        | 20/22         | 229           | Tourenwagen 5-sitzig |
| 1907–1908 | 35 HP    | 4        | 35            | 229           | Tourenwagen 5-sitzig |